# Aventura en lo gris
Aventura en lo gris es una obra de teatro en dos actos de Antonio Buero Vallejo, estrenada en 1963. La obra se había escrito en 1949, y debió haber sido estrenada en 1953, si bien fue prohibida por la censura del momento, posiblemente, por semblanzas con la frustrada huida de Benito Mussolini y Clara Petacci de Italia durante la II Guerra Mundial. La obra solo se mantuvo en cartel durante diez días.

## Argumento
Drama social. Tras la guerra, unos asilados (Goldmann, Silvano, Ana, Isabel, Carlos, un campesino...) escapan de un imaginario país europeo llamado Surelia. Acogidos en un pequeño albergue, Isabel es asesinada mientras el resto del grupo duerme. A partir de ese momento, la realidad y los sueños se confunden. En una dimensión onírica colectiva en la que la asesinada se aparece al resto del grupo. De vuelta a la realidad, Carlos acaba con la vida de Alejandro, el asesino de Isabel.

## Personajes
- Ana
- Alejandro
- Silvano
- Carlos
- Isabel
- Sargento
- Georgina
- Campesino
- Soldados

## Curiosidades
Surelia, el imaginario país en el que se desarrolla la acción, volvió a ser utilizado por el autor como escenario de su obra La doble historia del doctor Valmy (1968).

## Estreno
- Teatro Recoletos, Madrid, 1 de octubre de 1963.
  - Intérpretes: Mercedes Prendes, Aurora Redondo, Victoria Rodríguez, Ramón Corroto, Ricardo Puente, Antonio Puga.